# العلاقات الغابونية الجامايكية
العلاقات الغابونية الجامايكية هي العلاقات الثنائية التي تجمع بين الغابون وجامايكا.

## مقارنة بين البلدين
هذه مقارنة عامة ومرجعية للدولتين:
| وجه المقارنة                                              | الغابون                        | جامايكا       |
| --------------------------------------------------------- | ------------------------------ | ------------- |
| المساحة (كم2)                                             | 267.67 ألف                     | 10.99 ألف     |
| عدد السكان (نسمة)                                         | 2.03 مليون                     | 2.95 مليون    |
| الكثافة السكانية (ن./كم²)                                 | 7.58                           | 268.43        |
| العاصمة                                                   | ليبرفيل                        | كينغستون      |
| اللغة الرسمية                                             | لغة فرنسية                     | لغة إنجليزية  |
| العملة                                                    | فرنك وسط أفريقي                | دولار جامايكي |
| الناتج المحلي الإجمالي (بليون دولار)                      | 14.62 مليار                    | 14.77 مليار   |
| الناتج المحلي الإجمالي (تعادل القوة الشرائية) بليون دولار | 34.65 مليار                    | 24.79 مليار   |
| الناتج المحلي الإجمالي الاسمي للفرد دولار أمريكي          | 8.27 ألف                       | 5.23 ألف      |
| الناتج المحلي الإجمالي للفرد دولار أمريكي                 | 19.43 ألف                      | 8.88 ألف      |
| مؤشر التنمية البشرية                                      | 0.684                          | 0.719         |
| رمز المكالمات الدولي                                      | +241                           | +1876         |
| رمز الإنترنت                                              | .ga                            | .jm           |
| المنطقة الزمنية                                           | ت ع م+01:00، توقيت غرب أفريقيا | 00            |

## منظمات دولية مشتركة
يشترك البلدان في عضوية مجموعة من المنظمات الدولية، منها:
| علم المنظمة | اسم المنظمة                                 | تاريخ انضمام الغابون | تاريخ انضمام جامايكا |
| ----------- | ------------------------------------------- | -------------------- | -------------------- |
|             | يونسكو                                      | 16 نوفمبر 1960       | 7 نوفمبر 1962        |
|             | مؤسسة التمويل الدولية                       | 20 أكتوبر 1970       | 31 مارس 1964         |
|             | المركز الدولي لتسوية المنازعات الاستشارية   | 14 أكتوبر 1966       | 14 أكتوبر 1966       |
|             | منظمة حظر الأسلحة الكيميائية                | ?                    | ?                    |
|             | منظمة التجارة العالمية                      | ?                    | ?                    |
|             | وكالة ضمان الاستثمار متعدد الأطراف          | 26 مارس 2003         | 12 أبريل 1988        |
|             | الاتحاد البريدي العالمي                     | ?                    | ?                    |
|             | الاتحاد الدولي للاتصالات                    | 28 ديسمبر 1960       | 18 فبراير 1963       |
|             | منظمة الشرطة الجنائية الدولية               | ?                    | ?                    |
|             | الأمم المتحدة                               | 20 سبتمبر 1960       | 18 سبتمبر 1962       |
|             | البنك الدولي للإنشاء والتعمير               | 10 سبتمبر 1963       | 21 فبراير 1963       |
|             | مجموعة دول أفريقيا والكاريبي والمحيط الهادئ | ?                    | ?                    |

## وصلات خارجية
- موقع وزارة الخارجية الجامايكية